# Heiți, Icinea
Heiți (în ucraineană Гейці) este un sat în comuna Sezkî din raionul Icinea, regiunea Cernihiv, Ucraina.

## Demografie
Componența lingvistică a localității Heiți
     Ucraineană (95,76%)
     Rusă (4,24%)
Conform recensământului din 2001, majoritatea populației localității Heiți era vorbitoare de ucraineană (95,76%), existând în minoritate și vorbitori de rusă (4,24%).